# 夏育
夏 育（か いく）は、
1. 中国後漢末期の武将。内容は後述。
2. 中国戦国時代の衛[1]の人。生没年不詳。秦の武王に仕えた任鄙・孟賁・烏獲や成荊、呉の慶忌と並ぶ千鈞の物を持ち上げる大力無双の勇士[2]と知られ、後世の三国志に登場する曹仁・程昱らを比肩する過去の勇士の名前として孟賁と共にその名がよく使われる。

夏 育（か いく、生没年不詳）は、中国後漢末期の武将。下邳郡淮浦県の出身。

## 経歴
霊帝の時代に段熲の部下として活躍した。
延熹二年（159年）、八種の羌族が反乱し隴西郡、金城郡を襲撃すると、護羌校尉・段熲が1万2千騎で湟谷を出て撃破した。さらに南に河を渡って追撃し、軍吏であった夏育と田晏を囮として先行させ、羅亭で大いに破った。
その後、段熲は羌族と連年戦い続け、建寧元年（168年）に夏育は仮司馬、田晏は騎司馬となっていた。同年夏、段熲は羌族を追って上郡（黄土高原）の橋山の長城門から出撃し、羌族が落川に集結すると夏育に二千、田晏に五千を付けて東西から進軍させた。彼らは羌族7千ほどに包囲されたが、これを撃破して潰走させた。
翌年（169年）夏、段熲は降伏した羌族はいずれ反乱すると考え、彼らがいる凡亭山（漢陽郡隴県）の付近に軍を進め、夏育、田晏ら五千を山上に派遣した。羌族らは「田晏、夏育はそこにいるか？　湟中義従の羌はどこだ？　今日こそ生死を決しよう！」と言い放ち、軍中に恐怖が広がった。田晏らは兵卒を激励して決戦し、ついに羌族を潰走させた。彼らが射虎谷（漢陽郡西県付近）に集結すると、段熲は40里に木柵を築いて退路を塞ぎ、夏育、田晏ら7千に西から夜襲させた。この襲撃は羌族に察知され撃退されたが、最終的には大勝し、東羌は平定された。
熹平3年（174年）冬、北地郡に侵入した鮮卑を北地太守の夏育は休屠各を率いてこれを撃破した。この功により夏育は護烏桓校尉となる。
熹平6年（177年）秋、夏育は「鮮卑の襲撃が今年で三十を超えています。幽州諸郡の兵をもって塞外に出撃すれば二年以内に必ずや滅ぼすことができます。」と上言した。この時、田晏は別件で罪を許され功績を建てたいと考えており、宦官の王甫に働きかけて鮮卑征伐の主張がなされたが、朝廷では大臣の多くが征伐に賛同しなかった。百官を招集した議論でも議郎・蔡邕から「財政が厳しく、軍事力に劣り、成否も定かではない」と否定的な意見が出たが、霊帝は聞き入れず、出征が決定した。
8月、破鮮卑中郎将・田晏は雲中郡から、使匈奴中郎将・臧旻と南匈奴の屠特若尸逐就単于は雁門郡から、護烏桓校尉・夏育は高柳（代郡の県）から各々1万を率いて出撃し、鮮卑の檀石槐の討伐に向かった。しかし、夏育らは檀石槐が迎撃に送った三部の大人に大敗し、その節と輜重を失い、死者は７、8割に及んだ。三将らは檻車で獄に入れられ、爵位で罪をあがなって庶民に落とされた。
中平（185年）の頃、夏育は護羌校尉となっていたが、反逆した羌族に右扶風で包囲されてしまい、蓋勲が救助に向かっている。
その後の動静は不明。